# Крутец (Бологовский район)
Крутец — деревня в Бологовском районе Тверской области, входит в состав Березорядского сельского поселения.

## География
Деревня находится в северной части Тверской области на расстоянии приблизительно 26 км на восток-северо-восток по прямой от районного центра города Бологое на левом берегу реки Мста.

## История
Известна с 1495 года. В 1879 году здесь было учтено 38 дворов, в 1909 — 59 домов. В советское время работали колхозы «Большевик», «Путь Ленина» и совхоз «Сеглинский».

## Население
Численность населения: 106 человек (1879 год), 218 (1911), 2 (русские 100 %) в 2002 году, 1 в 2010.